# Classement des pilotes de Formule 1 par nombre de pole positions
| Mis à jour après le Grand Prix de Hongrie 2025 Les contributeurs qui souhaitent établir les mises à jour sont priés de le faire complètement et non partiellement pour garantir la justesse des données de cette page. |

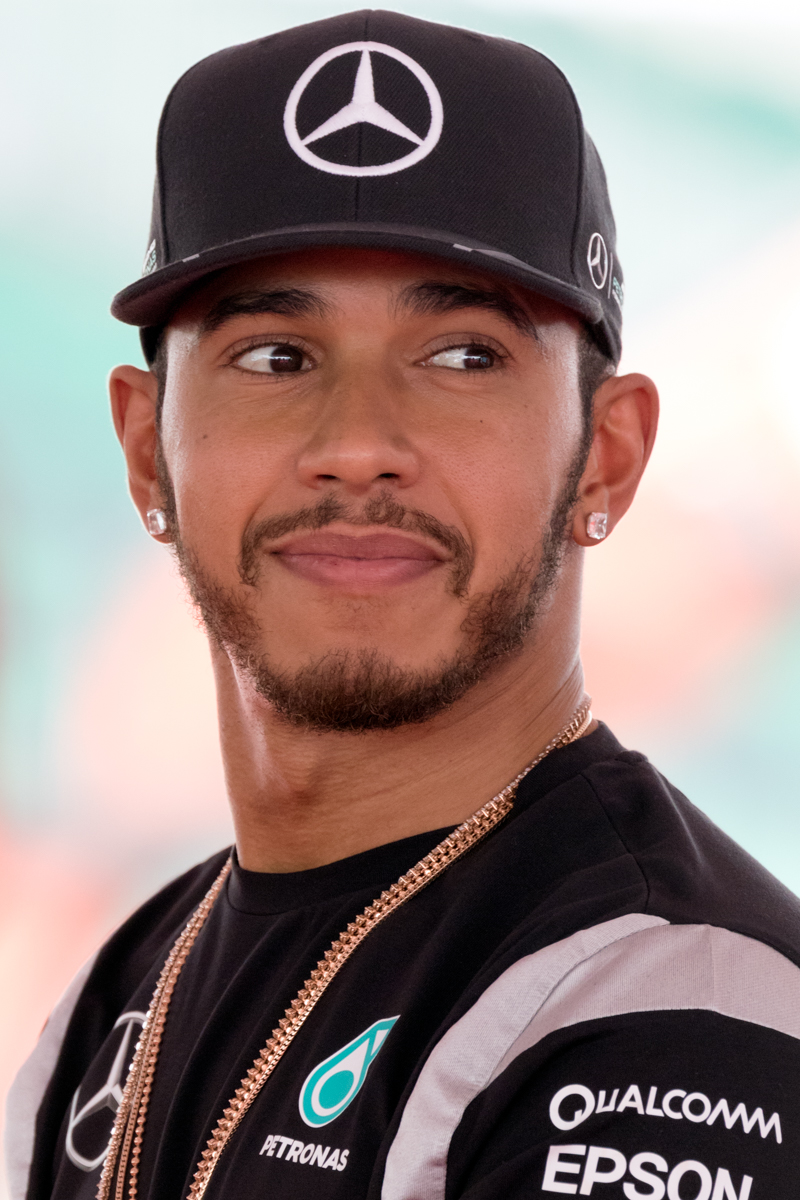
Lewis Hamilton, recordman du nombre de pole positions.

Cent-six pilotes sur les 781 ayant pris le départ d'au moins un Grand Prix ont réalisé une pole position.

## Classement des pilotes en activité en 2025
Dix pilotes en activité lors de la saison 2025 ont réalisé au moins une pole position depuis le début de leur carrière : 
| #  | Pilote           | Nationalité | Écurie actuelle | Nombre de courses | Nombre de pole positions | %       |
| -- | ---------------- | ----------- | --------------- | ----------------- | ------------------------ | ------- |
| 1  | Lewis Hamilton   | Royaume-Uni | Ferrari         | 370               | 104                      | 28,11 % |
| 2  | Max Verstappen   | Pays-Bas    | Red Bull        | 223               | 44                       | 19,73 % |
| 3  | Charles Leclerc  | Monaco      | Ferrari         | 161               | 27                       | 16,77 % |
| 4  | Fernando Alonso  | Espagne     | Aston Martin    | 415               | 22                       | 5,3 %   |
| 5  | Lando Norris     | Royaume-Uni | McLaren         | 142               | 13                       | 9,15 %  |
| 6  | George Russell   | Royaume-Uni | Mercedes        | 142               | 6                        | 4,23 %  |
| 7  | Carlos Sainz Jr. | Espagne     | Williams        | 219               | 6                        | 2,74 %  |
| 8  | Oscar Piastri    | Australie   | McLaren         | 60                | 4                        | 6,67 %  |
| 9  | Lance Stroll     | Canada      | Aston Martin    | 179               | 1                        | 0,56 %  |
| 10 | Nico Hülkenberg  | Allemagne   | Kick Sauber     | 241               | 1                        | 0,41 %  |

- Les champions du monde sont inscrits en caractères gras

## Classement complet
Cent-six pilotes sur les 781 ayant pris le départ d'au moins un Grand Prix ont, à ce jour, réalisé au moins une pole position,.
| #   | Pilote                | Pays             | Période                      | Nombre de courses | Nombre de pole positions | %       |
| --- | --------------------- | ---------------- | ---------------------------- | ----------------- | ------------------------ | ------- |
| 1   | Lewis Hamilton        | Royaume-Uni      | 2007-                        | 370               | 104                      | 28,11 % |
| 2   | Michael Schumacher    | Allemagne        | 1991-2006 ; 2010-2012        | 307               | 68                       | 22,15 % |
| 3   | Ayrton Senna          | Brésil           | 1984-1994                    | 161               | 65                       | 40,37 % |
| 4   | Sebastian Vettel      | Allemagne        | 2007-2022                    | 299               | 57                       | 19,06 % |
| 5   | Max Verstappen        | Pays-Bas         | 2015-                        | 223               | 44                       | 19,73 % |
| 6   | Jim Clark             | Royaume-Uni      | 1960-1968                    | 72                | 33                       | 45,83 % |
| 7   | Alain Prost           | France           | 1980-1991 ; 1993             | 199               | 33                       | 16,58 % |
| 8   | Nigel Mansell         | Royaume-Uni      | 1980-1992 ; 1994-1995        | 187               | 32                       | 17,11 % |
| 9   | Nico Rosberg          | Allemagne        | 2006-2016                    | 206               | 30                       | 14,56 % |
| 10  | Juan Manuel Fangio    | Argentine        | 1950-1958                    | 51                | 29                       | 56,86 % |
| 11  | Charles Leclerc       | Monaco           | 2018-                        | 161               | 27                       | 16,77 % |
| 12  | Mika Häkkinen         | Finlande         | 1991-2001                    | 161               | 26                       | 16,15 % |
| 13  | Niki Lauda            | Autriche         | 1971-1985                    | 171               | 24                       | 14,04 % |
| 14  | Nelson Piquet         | Brésil           | 1978-1991                    | 204               | 24                       | 11,67 % |
| 15  | Fernando Alonso       | Espagne          | 2001 ; 2003-2018 ; 2021-     | 415               | 22                       | 5,3 %   |
| 16  | Damon Hill            | Royaume-Uni      | 1992-1999                    | 119               | 20                       | 16,81 % |
| 17  | Valtteri Bottas       | Finlande         | 2013-2024                    | 246               | 20                       | 8,13 %  |
| 18  | Mario Andretti        | États-Unis       | 1968-1982                    | 128               | 18                       | 14,06 % |
| 19  | René Arnoux           | France           | 1978-1989                    | 149               | 18                       | 12,08 % |
| 20  | Kimi Räikkönen        | Finlande         | 2001-2009 ; 2012-2021        | 350               | 18                       | 5,14 %  |
| 21  | Jackie Stewart        | Royaume-Uni      | 1965-1973                    | 99                | 17                       | 17,17 % |
| 22  | Stirling Moss         | Royaume-Uni      | 1951-1961                    | 66                | 16                       | 24,24 % |
| 23  | Felipe Massa          | Brésil           | 2002-2016                    | 252               | 16                       | 6,40 %  |
| 24  | Alberto Ascari        | Italie           | 1950-1955                    | 32                | 14                       | 43,75 % |
| 24  | James Hunt            | Royaume-Uni      | 1973-1979                    | 92                | 14                       | 15,22 % |
| 25  | Ronnie Peterson       | Suède            | 1970-1978                    | 123               | 14                       | 11,38 % |
| 26  | Rubens Barrichello    | Brésil           | 1993-2011                    | 322               | 14                       | 4,34 %  |
| 27  | Juan Pablo Montoya    | Colombie         | 2001-2006                    | 95                | 13                       | 13,68 % |
| 28  | Jacky Ickx            | Belgique         | 1966-1979                    | 116               | 13                       | 11,21 % |
| 29  | Jack Brabham          | Australie        | 1955-1970                    | 126               | 13                       | 10,32 % |
| 30  | Lando Norris          | Royaume-Uni      | 2019-                        | 142               | 13                       | 9,15 %  |
| 31  | Jacques Villeneuve    | Canada           | 1996-2006                    | 165               | 13                       | 7,88 %  |
| 32  | Graham Hill           | Royaume-Uni      | 1958-1975                    | 176               | 13                       | 7,43 %  |
| 33  | Mark Webber           | Australie        | 2002-2013                    | 214               | 13                       | 6,07 %  |
| 34  | Gerhard Berger        | Autriche         | 1984-1997                    | 210               | 12                       | 5,71 %  |
| 35  | David Coulthard       | Royaume-Uni      | 1994-2008                    | 247               | 12                       | 4,88 %  |
| 36  | Jochen Rindt          | Autriche         | 1964-1970                    | 60                | 10                       | 16,67 % |
| 37  | John Surtees          | Royaume-Uni      | 1960-1972                    | 60                | 8                        | 13,33 % |
| 38  | Riccardo Patrese      | Italie           | 1977-1993                    | 256               | 8                        | 3,13 %  |
| 39  | Jenson Button         | Royaume-Uni      | 2000-2016                    | 304               | 8                        | 2,61 %  |
| 40  | Phil Hill             | États-Unis       | 1958-1964                    | 48                | 7                        | 14,58 % |
| 41  | Jacques Laffite       | France           | 1974-1986                    | 176               | 7                        | 3,98 %  |
| 42  | Jean-Pierre Jabouille | France           | 1975-1981                    | 49                | 6                        | 12,24 % |
| 43  | Alan Jones            | Australie        | 1975-1986                    | 116               | 6                        | 5,17 %  |
| 44  | George Russell        | Royaume-Uni      | 2019-                        | 142               | 6                        | 4,23 %  |
| 45  | Emerson Fittipaldi    | Brésil           | 1970-1980                    | 144               | 6                        | 4,17 %  |
| 46  | Carlos Reutemann      | Argentine        | 1972-1982                    | 146               | 6                        | 4,11 %  |
| 47  | Ralf Schumacher       | Allemagne        | 1997-2007                    | 182               | 6                        | 3,30 %  |
| 48  | Carlos Sainz Jr.      | Espagne          | 2015-                        | 219               | 6                        | 2,74 %  |
| 49  | Giuseppe Farina       | Italie           | 1950-1955                    | 33                | 5                        | 15,15 % |
| 50  | Chris Amon            | Nouvelle-Zélande | 1963-1976                    | 97                | 5                        | 5,15 %  |
| 51  | Keke Rosberg          | Finlande         | 1978-1986                    | 114               | 5                        | 4,39 %  |
| 52  | Patrick Tambay        | France           | 1977-1986                    | 114               | 5                        | 4,39 %  |
| 53  | Clay Regazzoni        | Suisse           | 1970-1980                    | 132               | 5                        | 3,79 %  |
| 54  | Mike Hawthorn         | Royaume-Uni      | 1952-1958                    | 55                | 4                        | 7,27 %  |
| 55  | Oscar Piastri         | Australie        | 2023-                        | 60                | 4                        | 6,67 %  |
| 56  | Didier Pironi         | France           | 1978-1982                    | 70                | 4                        | 5,71 %  |
| 57  | Giancarlo Fisichella  | Italie           | 1996-2010                    | 231               | 4                        | 1,73 %  |
| 58  | Jarno Trulli          | Italie           | 1997-2011                    | 251               | 4                        | 1,59 %  |
| 59  | José Froilán González | Argentine        | 1950-1960                    | 26                | 3                        | 11,54 % |
| 60  | Tony Brooks           | Royaume-Uni      | 1956-1961                    | 38                | 3                        | 7,89 %  |
| 61  | Teo Fabi              | Italie           | 1982-1987                    | 64                | 3                        | 4,69 %  |
| 62  | Dan Gurney            | États-Unis       | 1959-1970                    | 86                | 3                        | 3,49 %  |
| 63  | Elio De Angelis       | Italie           | 1979-1986                    | 109               | 3                        | 2,78 %  |
| 64  | Jody Scheckter        | Afrique du Sud   | 1972-1980                    | 112               | 3                        | 2,68 %  |
| 65  | Jean-Pierre Jarier    | France           | 1971-1983                    | 135               | 3                        | 2,24 %  |
| 66  | Daniel Ricciardo      | Australie        | 2011-2024                    | 240               | 3                        | 1,25 %  |
| 67  | Sergio Pérez          | Mexique          | 2011-2024                    | 281               | 3                        | 1,06 %  |
| 68  | Stuart Lewis-Evans    | Royaume-Uni      | 1957-1958                    | 14                | 2                        | 14,29 % |
| 69  | Gilles Villeneuve     | Canada           | 1977-1982                    | 67                | 2                        | 2,99 %  |
| 70  | Joseph Siffert        | Suisse           | 1962-1971                    | 96                | 2                        | 2,08 %  |
| 71  | John Watson           | Royaume-Uni      | 1973-1985                    | 152               | 2                        | 1,32 %  |
| 72  | Heinz-Harald Frentzen | Allemagne        | 1994-2003                    | 157               | 2                        | 1,27 %  |
| 73  | Michele Alboreto      | Italie           | 1981-1994                    | 194               | 2                        | 1,03 %  |
| 74  | Jean Alesi            | France           | 1989-2001                    | 201               | 2                        | 1,00 %  |
| 75  | Duke Nalon            | États-Unis       | 1951-1953                    | 3                 | 1                        | 33,33 % |
| 76  | Eddie Sachs           | États-Unis       | 1957-1960                    | 4                 | 1                        | 25,00 % |
| 77  | Jerry Hoyt            | États-Unis       | 1950-1955                    | 4                 | 1                        | 25,00 % |
| 78  | Walt Faulkner         | États-Unis       | 1950-1955                    | 5                 | 1                        | 20,00 % |
| 79  | Bill Vukovich         | États-Unis       | 1950-1955                    | 5                 | 1                        | 20,00 % |
| 80  | Pat O'Connor          | États-Unis       | 1954-1958                    | 5                 | 1                        | 20,00 % |
| 81  | Dick Rathmann         | États-Unis       | 1950-1960                    | 5                 | 1                        | 20,00 % |
| 82  | Pat Flaherty          | États-Unis       | 1950-1959                    | 5                 | 1                        | 20,00 % |
| 83  | Jack McGrath          | États-Unis       | 1950-1955                    | 6                 | 1                        | 16,67 % |
| 84  | Mike Parkes           | Royaume-Uni      | 1966-1967                    | 7                 | 1                        | 14,29 % |
| 85  | Fred Agabashian       | États-Unis       | 1950-1957                    | 8                 | 1                        | 12,50 % |
| 86  | Johnny Thomson        | États-Unis       | 1953-1960                    | 8                 | 1                        | 12,50 % |
| 87  | Eugenio Castellotti   | Italie           | 1955-1957                    | 14                | 1                        | 7,14 %  |
| 88  | Wolfgang von Trips    | Allemagne        | 1957-1961                    | 27                | 1                        | 3,70 %  |
| 89  | Peter Revson          | États-Unis       | 1964-1974                    | 30                | 1                        | 3,33 %  |
| 90  | Lorenzo Bandini       | Italie           | 1961-1967                    | 42                | 1                        | 2,38 %  |
| 91  | Tom Pryce             | Royaume-Uni      | 1974-1977                    | 42                | 1                        | 2,38 %  |
| 92  | Bruno Giacomelli      | Italie           | 1977-1990                    | 69                | 1                        | 1,45 %  |
| 93  | José Carlos Pace      | Brésil           | 1972-1977                    | 74                | 1                        | 1,35 %  |
| 94  | Vittorio Brambilla    | Italie           | 1974-1980                    | 74                | 1                        | 1,35 %  |
| 95  | Patrick Depailler     | France           | 1972-1980                    | 95                | 1                        | 1,05 %  |
| 96  | Pastor Maldonado      | Venezuela        | 2011-2015                    | 96                | 1                        | 1,04 %  |
| 97  | Robert Kubica         | Pologne          | 2006-2010 ; 2019 ; 2021      | 99                | 1                        | 1,01 %  |
| 98  | Joakim Bonnier        | Suède            | 1956-1971                    | 104               | 1                        | 0,96 %  |
| 99  | Heikki Kovalainen     | Finlande         | 2007-2013                    | 109               | 1                        | 0,91 %  |
| 100 | Denny Hulme           | Nouvelle-Zélande | 1965-1974                    | 112               | 1                        | 0,89 %  |
| 101 | Lance Stroll          | Canada           | 2017-                        | 179               | 1                        | 0,56 %  |
| 102 | Kevin Magnussen       | Danemark         | 2014 ; 2016-2020 ; 2022-2024 | 185               | 1                        | 0,54 %  |
| 103 | Thierry Boutsen       | Belgique         | 1983-1993                    | 163               | 1                        | 0,61 %  |
| 104 | Nick Heidfeld         | Allemagne        | 2000-2011                    | 183               | 1                        | 0,54 %  |
| 105 | Andrea De Cesaris     | Italie           | 1980-1994                    | 208               | 1                        | 0,48 %  |
| 106 | Nico Hülkenberg       | Allemagne        | 2010-2020 ; 2022-            | 241               | 1                        | 0,41 %  |

Codes du tableau :
- Les champions du monde sont inscrits en caractères gras
- Les pilotes en activité sont inscrits avec un feu vert
- Les pilotes ayant obtenu le même nombre de pole positions sont classés en fonction du pourcentage pole positions/GP disputés

## Évolution du record de nombre de pole positions depuis 1950

La progression du record de pole positions.

## Classement en pourcentage pole positions/GP disputés
Ce classement ne prend en compte que les pilotes ayant disputé au moins 30 Grands Prix et ayant obtenu au moins 10 % de pole positions.
Parmi les pilotes ayant disputé au moins 30 Grands Prix dans leur carrière, soit 207 pilotes sur les 781 ayant pris le départ d'au moins un Grand Prix, seulement vingt-neuf ont réalisé au moins 10 % de pole positions lors des courses auxquelles ils ont participé.
Sur ces 29 pilotes : 
- seuls trois sont en activité en 2024 : les champions du monde Lewis Hamilton et Max Verstappen, ainsi que Charles Leclerc
- sept n'ont jamais été champions du monde : Stirling Moss, Juan Pablo Montoya, Jean-Pierre Jabouille, René Arnoux, Jacky Ickx, Ronnie Peterson et Charles Leclerc.

| #  | Pilote                | Pays        | Période                | Nombre de courses | Nombre de pole positions | %       |
| -- | --------------------- | ----------- | ---------------------- | ----------------- | ------------------------ | ------- |
| 1  | Juan Manuel Fangio    | Argentine   | 1950-1958              | 51                | 29                       | 56,86 % |
| 2  | Jim Clark             | Royaume-Uni | 1960-1968              | 72                | 33                       | 45,83 % |
| 3  | Alberto Ascari        | Italie      | 1950-1955              | 32                | 14                       | 43,75 % |
| 4  | Ayrton Senna          | Brésil      | 1984-1994              | 161               | 65                       | 40,37 % |
| 5  | Lewis Hamilton        | Royaume-Uni | 2007-                  | 370               | 104                      | 28,11 % |
| 6  | Stirling Moss         | Royaume-Uni | 1951-1961              | 66                | 16                       | 24,24 % |
| 7  | Michael Schumacher    | Allemagne   | 1991-2006 et 2010-2012 | 307               | 68                       | 22,15 % |
| 8  | Max Verstappen        | Pays-Bas    | 2015-                  | 223               | 44                       | 19,73 % |
| 9  | Sebastian Vettel      | Allemagne   | 2007-2022              | 297               | 57                       | 19,19 % |
| 10 | Damon Hill            | Royaume-Uni | 1992-1999              | 119               | 20                       | 17,39 % |
| 11 | Jackie Stewart        | Royaume-Uni | 1965-1973              | 99                | 17                       | 17,17 % |
| 12 | Nigel Mansell         | Royaume-Uni | 1980-1995              | 187               | 32                       | 17,11 % |
| 13 | Jochen Rindt          | Autriche    | 1964-1970              | 60                | 10                       | 16,67 % |
| 14 | Charles Leclerc       | Monaco      | 2018-                  | 161               | 27                       | 16,77 % |
| 15 | Alain Prost           | France      | 1980-1993              | 199               | 33                       | 16,58 % |
| 16 | Mika Häkkinen         | Finlande    | 1991-2001              | 161               | 26                       | 16,15 % |
| 17 | James Hunt            | Royaume-Uni | 1973-1979              | 92                | 14                       | 15,22 % |
| 18 | Giuseppe Farina       | Italie      | 1950-1955              | 33                | 5                        | 15,15 % |
| 19 | Nico Rosberg          | Allemagne   | 2006-2016              | 206               | 30                       | 14,56 % |
| 20 | Mario Andretti        | États-Unis  | 1968-1982              | 128               | 18                       | 14,06 % |
| 21 | Niki Lauda            | Autriche    | 1971-1985              | 171               | 24                       | 14,04 % |
| 22 | Juan Pablo Montoya    | Colombie    | 2001-2006              | 95                | 13                       | 13,83 % |
| 23 | Phil Hill             | États-Unis  | 1958-1964              | 48                | 6                        | 12,77 % |
| 24 | Jean-Pierre Jabouille | France      | 1975-1981              | 49                | 6                        | 12,24 % |
| 25 | René Arnoux           | France      | 1978-1989              | 149               | 18                       | 12,08 % |
| 26 | Nelson Piquet         | Brésil      | 1978-1991              | 204               | 24                       | 11,76 % |
| 27 | Jacky Ickx            | Belgique    | 1966-1979              | 116               | 13                       | 11,40 % |
| 28 | Ronnie Peterson       | Suède       | 1970-1978              | 123               | 14                       | 11,38 % |
| 29 | Jack Brabham          | Australie   | 1955-1970              | 126               | 13                       | 10,57 % |

Codes du tableau :
- Les champions du monde sont inscrits en caractères gras
- Les pilotes en activité sont inscrits avec un feu vert